# Ars-sur-Moselle
Ars-sur-Moselle település Franciaországban, Moselle megyében. Lakosainak száma 4645 fő (2022. január 1.). Ars-sur-Moselle Gravelotte, Ancy-Dornot, Gorze, Jouy-aux-Arches, Vaux és Rezonville-Vionville községekkel határos.

## Népesség
A település népességének változása:
| Lakosok száma | 5393 | 5039 | 5084 | 4603 | 4758 | 4720 | 4723 | 4704 | 4695 | 4645 |
|               | 1968 | 1982 | 1990 | 2006 | 2013 | 2015 | 2017 | 2019 | 2020 | 2022 |